# Цедрик, Анна Яковлевна
Анна Яковлевна Цедрик (1912 год, деревня Бросневичи — 1983 год) — свинарка совхоза «Натальевск» Червенского района Минской области, Белорусская ССР. Герой Социалистического Труда (1966).

## Биография
Родилась в 1912 году в многодетной крестьянской семье в деревне Бросневичи. С 1932 года трудилась свинаркой в различных хозяйствах Белыничского района. С 1937 года проживала в деревне Натальевск, где работала свинаркой в колхозе «Натальевск» Червенского района. После Великой Отечественной войны восстанавливала разрушенное колхозное хозяйство.
Досрочно выполнила задания по выращиванию поросят. Указом Президиума Верховного Совета СССР от 22 марта 1966 года удостоена звания Героя Социалистического Труда с вручением ордена Ленина и золотой медали «Серп и Молот».
Скончалась в 1983 году. Похоронена на сельском кладбище деревни Фёдоровск Червенского района.